# Campeonato regional de fútbol de Fogo 2013-14
El campeonato regional de Fogo 2013-14 es el campeonato que se juega en la isla de Fogo. Empezó el 23 de noviembre de 2013 y terminará el 30 de marzo de 2014. El torneo lo organiza la federación de fútbol de Fogo.
Académica do Fogo es el equipo defensor del título. El União de São Lourenço asciende desde la segunda división en lugar del Luzabril. Un total de 10 equipos participan en la competición, se juegan 18 jornadas a ida y vuelta. Los partidos se juegan en el estadio 5 de Julho de São Filipe y en el estadio Francisco José Rodrigues de Mosteiros.

## Equipos participantes
- Académica do Fogo
- Botafogo FC
- Cutelinho FC
- Juventude
- Grito Povo
- Nô Pintcha
- Spartak D'Aguadinha
- União de São Lourenço
- Valência
- Vulcânicos

## Tabla de posiciones
Actualizado a 30 de marzo de 2014
|    | Equipo                | PJ | PG | PE | PP | GF | GC | DG  | PTS |
| -- | --------------------- | -- | -- | -- | -- | -- | -- | --- | --- |
| 1  | Académica do Fogo     | 18 | 13 | 3  | 2  | 59 | 15 | +44 | 42  |
| 2  | Cutelinho FC          | 18 | 11 | 3  | 4  | 41 | 22 | +19 | 36  |
| 3  | Botafogo FC           | 18 | 10 | 2  | 6  | 26 | 21 | +5  | 32  |
| 4  | Nô Pintcha            | 18 | 9  | 5  | 4  | 25 | 18 | +7  | 32  |
| 5  | Spartak D'Aguadinha   | 18 | 8  | 7  | 3  | 35 | 27 | +8  | 31  |
| 6  | Valência              | 18 | 9  | 3  | 6  | 33 | 26 | +7  | 30  |
| 7  | Vulcânicos            | 18 | 3  | 5  | 10 | 22 | 31 | -9  | 14  |
| 8  | União de São Lourenço | 18 | 4  | 2  | 12 | 22 | 49 | -27 | 14  |
| 9  | Grito Povo            | 18 | 4  | 1  | 13 | 21 | 51 | -30 | 13  |
| 10 | Juventude             | 18 | 3  | 1  | 14 | 26 | 50 | -24 | 10  |

## Resultados
| Valência           | 0 - 1 | Nô Pintcha     | 23 de noviembre |
| União São Lourenço | 0 - 1 | Spartak        | 23 de noviembre |
| Cutelinho          | 2 - 2 | Vulcânico      | 23 de noviembre |
| Grito Povo         | 0 - 3 | Botafogo       | 23 de noviembre |
| Juventude          | 1 - 3 | Académica Fogo | 24 de noviembre |

| Académica Fogo | 8 - 1 | Grito Povo         | 30 de noviembre |
| Vulcânico      | 1 - 1 | União São Lourenço | 30 de noviembre |
| Nô Pintcha     | 1 - 0 | Spartak            | 30 de noviembre |
| Botafogo       | 3 - 1 | Juventude          | 1 de diciembre  |
| Valência       | 1 - 3 | Cutelinho          | 1 de diciembre  |

| Spartak        | 3 - 0 | Cutelinho          |            | 7 de diciembre |       |
| Juventude      | 1 - 4 | Valência           |            | 7 de diciembre |       |
| Nô Pintcha     | 1 - 1 | Vulcânico          |            | 7 de diciembre |       |
| Grito Povo     | 1 - 2 | União São Lourenço |            | 8 de diciembre |       |
| Académica Fogo | 1 - 0 | Botafogo           | 5 de Julho | 8 de diciembre | 16:00 |

| Juventude          | 1 - 3 | Nô Pintcha     |            | 14 de diciembre |       |
| Botafogo           | 1 - 3 | Cutelinho      |            | 14 de diciembre |       |
| Grito Povo         | 1 - 4 | Valência       |            | 14 de diciembre |       |
| União São Lourenço | 0 - 7 | Académica Fogo | 5 de Julho | 15 de diciembre | 14:00 |
| Vulcânico          | 1 - 1 | Spartak        |            | 15 de diciembre |       |

| Juventude  | 3 - 1 | Grito Povo         |                          | 21 de diciembre |       |
| Cutelinho  | 4 - 2 | União São Lourenço |                          | 21 de diciembre |       |
| Nô Pintcha | 2 - 1 | Académica Fogo     | Francisco José Rodrigues | 21 de diciembre | 16:00 |
| Valência   | 2 - 1 | Vulcânico          |                          | 22 de diciembre |       |
| Botafogo   | 0 - 1 | Spartak            |                          | 22 de diciembre |       |

| Vulcânico          | 2 - 0 | Grito Povo     | 11 de enero |
| Botafogo           | 2 - 0 | Nô Pintcha     | 11 de enero |
| Spartak            | 3 - 2 | Académica Fogo | 12 de enero |
| União São Lourenço | 0 - 4 | Valência       | 12 de enero |
| Cutelinho          | 3 - 2 | Juventude      | 12 de enero |

| Spartak            | 4 - 3 | Grito Povo | 18 de enero |
| União São Lourenço | 2 - 1 | Juventude  | 18 de enero |
| Cutelinho          | 1 - 1 | Nô Pintcha | 18 de enero |
| Botafogo           | 2 - 0 | Valência   | 19 de enero |
| Académica Fogo     | 2 - 1 | Vulcânico  | 19 de enero |

| União São Lourenço | 1 - 1 | Botafogo   | 25 de enero |
| Académica Fogo     | 1 - 0 | Cutelinho  | 25 de enero |
| Nô Pintcha         | 2 - 0 | Grito Povo | 25 de enero |
| Vulcânico          | 2 - 1 | Juventude  | 26 de enero |
| Spartak            | 1 - 1 | Valência   | 26 de enero |

| Valência   | 1 - 3 | Académica Fogo     | 1 de febrero |
| Botafogo   | 2 - 0 | Vulcânico          | 1 de febrero |
| Cutelinho  | 3 - 0 | Grito Povo         | 1 de febrero |
| Nô Pintcha | 4 - 2 | União São Lourenço | 1 de febrero |
| Juventude  | 2 - 2 | Spartak            | 2 de febrero |

| Nô Pintcha     | 2 - 0 | Valência           | 8 de febrero |
| Spartak        | 2 - 1 | União São Lourenço | 8 de febrero |
| Académica Fogo | 5 - 0 | Juventude          | 8 de febrero |
| Vulcânico      | 1 - 2 | Cutelinho          | 9 de febrero |
| Botafogo       | 1 - 2 | Grito Povo         | 9 de febrero |

| Spartak            | 2 - 2 | Nô Pintcha     | 12 de febrero |
| União São Lourenço | 1 - 3 | Vulcânico      | 12 de febrero |
| Grito Povo         | 0 - 3 | Académica Fogo | 12 de febrero |
| Cutelinho          | 2 - 1 | Valência       | 12 de febrero |
| Juventude          | 2 - 3 | Botafogo       | 13 de febrero |

| Vulcânico          | 0 - 0 | Nô Pintcha     | 15 de febrero |
| Valência           | 3 - 2 | Juventude      | 15 de febrero |
| Cutelinho          | 2 - 1 | Spartak        | 15 de febrero |
| União São Lourenço | 5 - 2 | Grito Povo     | 16 de febrero |
| Botafogo           | 0 - 3 | Académica Fogo | 16 de febrero |

| Valência       | 4 - 3 | Grito Povo         | 22 de febrero |
| Nô Pintcha     | 2 - 0 | Juventude          | 22 de febrero |
| Cutelinho      | 0 - 1 | Botafogo           | 22 de febrero |
| Académica Fogo | 7 - 0 | União São Lourenço | 23 de febrero |
| Spartak        | 4 - 3 | Vulcânico          | 23 de febrero |

| União São Lourenço | 0 - 5 | Cutelinho  | 1 de marzo |
| Académica Fogo     | 3 - 1 | Nô Pintcha | 1 de marzo |
| Grito Povo         | 3 - 2 | Juventude  | 1 de marzo |
| Vulcânico          | 1 - 2 | Valência   | 2 de marzo |
| Spartak            | 2 - 2 | Botafogo   | 2 de marzo |

| Juventude      | 1 - 4 | Cutelinho          | 8 de marzo |
| Grito Povo     | 1 - 0 | Vulcânico          | 8 de marzo |
| Nô Pintcha     | 1 - 2 | Botafogo           | 8 de marzo |
| Académica Fogo | 1 - 1 | Spartak            | 9 de marzo |
| Valência       | 2 - 0 | União São Lourenço | 9 de marzo |

| Valência   | 2 - 0 | Botafogo           | 15 de marzo |
| Juventude  | 2 - 1 | União São Lourenço | 15 de marzo |
| Grito Povo | 3 - 1 | Spartak            | 15 de marzo |
| Nô Pintcha | 2 - 0 | Cutelinho          | 15 de marzo |
| Vulcânico  | 0 - 5 | Académica Fogo     | 16 de marzo |

| Botafogo   | 2 - 1 | União São Lourenço | 22 de marzo |
| Cutelinho  | 3 - 3 | Académica Fogo     | 22 de marzo |
| Grito Povo | 0 - 0 | Nô Pintcha         | 22 de marzo |
| Juventude  | 3 - 2 | Vulcânico          | 23 de marzo |
| Valência   | 2 - 2 | Spartak            | 23 de marzo |

| Académica Fogo     | 1 - 1 | Valência   | 29 de marzo |
| Vulcânico          | 0 - 1 | Botafogo   | 29 de marzo |
| Grito Povo         | 0 - 4 | Cutelinho  | 29 de marzo |
| União São Lourenço | 3 - 0 | Nô Pintcha | 30 de marzo |
| Spartak            | 4 - 1 | Juventude  | 30 de marzo |

### Evolución de las posiciones
| Equipo / Jornada | 01 | 02 | 03 | 04 | 05 | 06 | 07 | 08 | 09 | 10 | 11 | 12 | 13 | 14 | 15 | 16 | 17 | 18 |
| ---------------- | -- | -- | -- | -- | -- | -- | -- | -- | -- | -- | -- | -- | -- | -- | -- | -- | -- | -- |
| Académica        | 2  | 1  | 1  | 1  | 2  | 4  | 2  | 1  | 1  | 1  | 1  | 1  | 1  | 1  | 1  | 1  | 1  | 1  |
| Botafogo FC      | 1  | 2  | 3  | 6  | 6  | 6  | 6  | 6  | 5  | 5  | 5  | 5  | 5  | 5  | 5  | 6  | 5  | 3  |
| Cutelinho FC     | 5  | 4  | 6  | 4  | 4  | 2  | 3  | 4  | 4  | 4  | 3  | 2  | 3  | 2  | 2  | 2  | 2  | 2  |
| Juventude        | 9  | 9  | 9  | 9  | 9  | 9  | 9  | 9  | 9  | 9  | 9  | 9  | 9  | 10 | 10 | 10 | 10 | 10 |
| Grito Povo       | 10 | 10 | 10 | 10 | 10 | 10 | 10 | 10 | 10 | 10 | 10 | 10 | 10 | 9  | 9  | 8  | 8  | 9  |
| Nô Pintcha       | 3  | 3  | 2  | 2  | 1  | 3  | 4  | 3  | 2  | 2  | 2  | 3  | 2  | 3  | 3  | 3  | 3  | 4  |
| Spartak          | 4  | 5  | 4  | 3  | 3  | 1  | 1  | 2  | 3  | 3  | 4  | 4  | 4  | 4  | 4  | 5  | 6  | 5  |
| São Lourenço     | 7  | 7  | 5  | 8  | 8  | 8  | 8  | 8  | 8  | 8  | 8  | 8  | 8  | 8  | 8  | 9  | 9  | 8  |
| Valência         | 8  | 8  | 7  | 5  | 5  | 5  | 5  | 5  | 6  | 6  | 6  | 6  | 6  | 6  | 6  | 4  | 4  | 6  |
| Vulcânicos       | 6  | 6  | 8  | 7  | 7  | 7  | 7  | 7  | 7  | 7  | 7  | 7  | 7  | 7  | 7  | 7  | 7  | 7  |

| Campeón Académica do Fogo 13.er título |